# U-Bahn-Linie U8 (Berlin)
| Strecke der U-Bahn-Linie U8 (Berlin) |                                             |                                          |                                          |
| Streckenlänge: | 18,1 km                                     |                                          |                                          |
| Spurweite: | 1435 mm (Normalspur)                        |                                          |                                          |
| Stromsystem: | untenbestrichene Seitenstromschiene 750 V = |                                          |                                          |
| |                                             |                                          |                                          |
| \| \| 17,2 \| Kehranlage Wittenau \| Kehranlage Wittenau \| \| \| 16,6 \| Wittenau (WIU) \| Wittenau (WIU) \| \| \| 15,5 \| Rathaus Reinickendorf (RR) \| Rathaus Reinickendorf (RR) \| \| \| 14,3 \| Karl-Bonhoeffer-Nervenklinik (KB) \| Karl-Bonhoeffer-Nervenklinik (KB) \| \| \| 13,7 \| Lindauer Allee (LD) \| Lindauer Allee (LD) \| \| \| 13,0 \| Paracelsus-Bad (PB) \| Paracelsus-Bad (PB) \| \| \| 12,1 \| Residenzstraße (RE) \| Residenzstraße (RE) \| \| \| 11,3 \| Franz-Neumann-Platz (Am Schäfersee) (FN) \| Franz-Neumann-Platz (Am Schäfersee) (FN) \| \| \| \| nach Strecke G (U9) \| \| \| \| 10,3 \| Osloer Straße (Olu) \| Osloer Straße (Olu) \| \| \| 9,5 \| Pankstraße (Pk) \| Pankstraße (Pk) \| \| \| \| \| \| \| \| 8,9 \| Gesundbrunnen (Gb) \| Gesundbrunnen (Gb) \| \| \| \| \| \| \| \| 8,1 \| Voltastraße (Vo) \| Voltastraße (Vo) \| \| \| 7,5 \| Bernauer Straße (B) \| Bernauer Straße (B) \| \| \| 6,6 \| Rosenthaler Platz (Ro) \| Rosenthaler Platz (Ro) \| \| \| 6,0 \| Weinmeisterstraße (W) \| Weinmeisterstraße (W) \| \| \| \| \| \| \| \| 5,2 \| Alexanderplatz (Ap) \| Alexanderplatz (Ap) \| \| \| \| \| \| \| \| \| \| \| \| \| 4,5 \| Jannowitzbrücke (Jb) \| Jannowitzbrücke (Jb) \| \| \| \| \| \| \| \| \| von Strecke E (U5) (Waisentunnel) \| \| \| \| 3,9 \| Heinrich-Heine-Straße (He) \| Heinrich-Heine-Straße (He) \| \| \| 3,1 \| Moritzplatz (Mr) \| Moritzplatz (Mr) \| \| \| 2,2 \| Kottbusser Tor (Kbu) \| Kottbusser Tor (Kbu) \| \| \| 1,5 \| Schönleinstraße (ST) \| Schönleinstraße (ST) \| \| \| \| nach Strecke H (U7) \| \| \| \| 0,7 \| Hermannplatz (Hpo) \| Hermannplatz (Hpo) \| \| \| 0,0 \| Boddinstraße (Bo) \| Boddinstraße (Bo) \| \| \| 0,8 \| Leinestraße (L) \| Leinestraße (L) \| \| \| \| \| \| \| \| 1,4 \| Hermannstraße (HMS) \| Hermannstraße (HMS) \| \| \| \| \| \| \| \| 1,7 \| Kehranlage Hermannstraße \| Kehranlage Hermannstraße \| |                                             |                                          |                                          |
| | 17,2                                        | Kehranlage Wittenau                      | Kehranlage Wittenau                      |
| U-Bahn-Bahnhof (im Tunnel) | 16,6                                        | Wittenau (WIU)                           | Wittenau (WIU)                           |
| U-Bahn-Haltepunkt / Haltestelle (im Tunnel) | 15,5                                        | Rathaus Reinickendorf (RR)               | Rathaus Reinickendorf (RR)               |
| U-Bahn-Haltepunkt / Haltestelle (im Tunnel) | 14,3                                        | Karl-Bonhoeffer-Nervenklinik (KB)        | Karl-Bonhoeffer-Nervenklinik (KB)        |
| U-Bahn-Haltepunkt / Haltestelle (im Tunnel) | 13,7                                        | Lindauer Allee (LD)                      | Lindauer Allee (LD)                      |
| U-Bahn-Bahnhof (im Tunnel) | 13,0                                        | Paracelsus-Bad (PB)                      | Paracelsus-Bad (PB)                      |
| U-Bahn-Haltepunkt / Haltestelle (im Tunnel) | 12,1                                        | Residenzstraße (RE)                      | Residenzstraße (RE)                      |
| U-Bahn-Haltepunkt / Haltestelle (im Tunnel) | 11,3                                        | Franz-Neumann-Platz (Am Schäfersee) (FN) | Franz-Neumann-Platz (Am Schäfersee) (FN) |
| U-Bahn-Abzweig geradeaus und nach rechts (im Tunnel) |                                             | nach Strecke G (U9)                      | nach Strecke G (U9)                      |
| U-Bahn-Bahnhof (im Tunnel) | 10,3                                        | Osloer Straße (Olu)                      | Osloer Straße (Olu)                      |
| U-Bahn-Haltepunkt / Haltestelle (im Tunnel) | 9,5                                         | Pankstraße (Pk)                          | Pankstraße (Pk)                          |
| |                                             |                                          |                                          |
| U-Bahn-Bahnhof (im Tunnel) | 8,9                                         | Gesundbrunnen (Gb)                       | Gesundbrunnen (Gb)                       |
| |                                             |                                          |                                          |
| U-Bahn-Haltepunkt / Haltestelle (im Tunnel) | 8,1                                         | Voltastraße (Vo)                         | Voltastraße (Vo)                         |
| U-Bahn-Bahnhof (im Tunnel) | 7,5                                         | Bernauer Straße (B)                      | Bernauer Straße (B)                      |
| U-Bahn-Haltepunkt / Haltestelle (im Tunnel) | 6,6                                         | Rosenthaler Platz (Ro)                   | Rosenthaler Platz (Ro)                   |
| U-Bahn-Haltepunkt / Haltestelle (im Tunnel) | 6,0                                         | Weinmeisterstraße (W)                    | Weinmeisterstraße (W)                    |
| |                                             |                                          |                                          |
| U-Bahn-Bahnhof (im Tunnel) | 5,2                                         | Alexanderplatz (Ap)                      | Alexanderplatz (Ap)                      |
| |                                             |                                          |                                          |
| |                                             |                                          |                                          |
| U-Bahn-Bahnhof (im Tunnel) | 4,5                                         | Jannowitzbrücke (Jb)                     | Jannowitzbrücke (Jb)                     |
| |                                             |                                          |                                          |
| U-Bahn-Abzweig geradeaus und von rechts (im Tunnel) |                                             | von Strecke E (U5) (Waisentunnel)        | von Strecke E (U5) (Waisentunnel)        |
| U-Bahn-Haltepunkt / Haltestelle (im Tunnel) | 3,9                                         | Heinrich-Heine-Straße (He)               | Heinrich-Heine-Straße (He)               |
| U-Bahn-Haltepunkt / Haltestelle (im Tunnel) | 3,1                                         | Moritzplatz (Mr)                         | Moritzplatz (Mr)                         |
| U-Bahn-Bahnhof (im Tunnel) | 2,2                                         | Kottbusser Tor (Kbu)                     | Kottbusser Tor (Kbu)                     |
| U-Bahn-Haltepunkt / Haltestelle (im Tunnel) | 1,5                                         | Schönleinstraße (ST)                     | Schönleinstraße (ST)                     |
| U-Bahn-Abzweig geradeaus und nach rechts (im Tunnel) |                                             | nach Strecke H (U7)                      | nach Strecke H (U7)                      |
| U-Bahn-Bahnhof (im Tunnel) | 0,7                                         | Hermannplatz (Hpo)                       | Hermannplatz (Hpo)                       |
| U-Bahn-Haltepunkt / Haltestelle (im Tunnel) | 0,0                                         | Boddinstraße (Bo)                        | Boddinstraße (Bo)                        |
| U-Bahn-Haltepunkt / Haltestelle (im Tunnel) | 0,8                                         | Leinestraße (L)                          | Leinestraße (L)                          |
| |                                             |                                          |                                          |
| U-Bahn-Bahnhof (im Tunnel) | 1,4                                         | Hermannstraße (HMS)                      | Hermannstraße (HMS)                      |
| |                                             |                                          |                                          |
| | 1,7                                         | Kehranlage Hermannstraße                 | Kehranlage Hermannstraße                 |

Die Linie U8 der Berliner U-Bahn hat 24 Stationen, ist 18,1 km lang und verläuft auf ganzer Strecke unterirdisch. Die traditionelle Linienbezeichnung war ‚D‘. Sie ist die zweite Nord-Süd-U-Bahn und führt von Wittenau über Gesundbrunnen nach Neukölln, weshalb sie anfangs ‚GN-Linie‘ (Gesundbrunnen-Neuköllner-Linie) genannt wurde.

## Linienfarbe und Bezeichnungen
Bereits seit der Eröffnung der Linie, die zuerst einfach ‚GN-Bahn‘ (Gesundbrunnen-Neuköllner Bahn) hieß, bekam diese die Kennfarbe Dunkelblau, die sie heute noch trägt. Bis zum Jahr 1966 hatte die heutige U8 als Linienbezeichnung den Buchstaben ‚D‘. Als das Liniensystem auf Ziffern umgestellt wurde, erhielt sie die Nummer ‚8‘. 1984 kam schließlich zur besseren Unterscheidung zwischen S- und U-Bahn noch das ‚U‘ davor.

## Verlauf
Die U-Bahn-Linie U8 beginnt am Bahnhof Wittenau unter dem Wilhelmsruher Damm. In einer weiten Linkskurve folgt sie dem Eichborndamm als Verlängerung des Wilhelmsruher Damms Richtung Süden. Am Humboldtklinikum vorbei kreuzt die Trasse an der Oranienburger Straße erneut die S-Bahn und führt in einer weiten Linkskurve unter die Lindauer Allee und weiter unter der Residenzstraße. Dem Straßenzug Residenzstraße – Schwedenstraße – Badstraße – Brunnenstraße – Rosenthaler Straße folgt die Linie für mehrere Stationen, wobei am Bahnhof Osloer Straße die U9 und am Bahnhof Gesundbrunnen die Ringbahn sowie die Nordsüd-Verbindungen der Berliner S-Bahn gekreuzt wird.
Am Bahnhof Weinmeisterstraße biegt die U8 nach Osten ab und verläuft unter der Weinmeisterstraße, der Münzstraße, der Rosa-Luxemburg-Straße und der Dircksenstraße auf den Alexanderplatz zu, wobei in der Reihenfolge die U5 und die U2 gekreuzt werden. Eine Station fährt die U8 parallel zur Stadtbahn und kreuzt diese erst am gemeinsamen Bahnhof Jannowitzbrücke. Die Trasse folgt nun dem Straßenzug Brückenstraße – Heinrich-Heine-Straße – Prinzenstraße bis zum Moritzplatz, wo die U8 in einer scharfen Linkskurve unter die Ritterstraße, später Reichenberger Straße geführt wird. Am Kottbusser Tor kreuzt die hier oberirdisch verlaufende U1. Die U8 folgt nun bis zu ihrer Endhaltestelle dem Straßenzug Kottbusser Straße – Kottbusser Damm – Hermannstraße, wobei am Hermannplatz die U7 kreuzt. Die Linie endet am S- und U-Bahnhof Hermannstraße, wo ein zweites Mal ein Umstieg in die Ringbahn möglich ist.

## Geschichte

### Von Gesundbrunnen nach Neukölln – die GN-Bahn

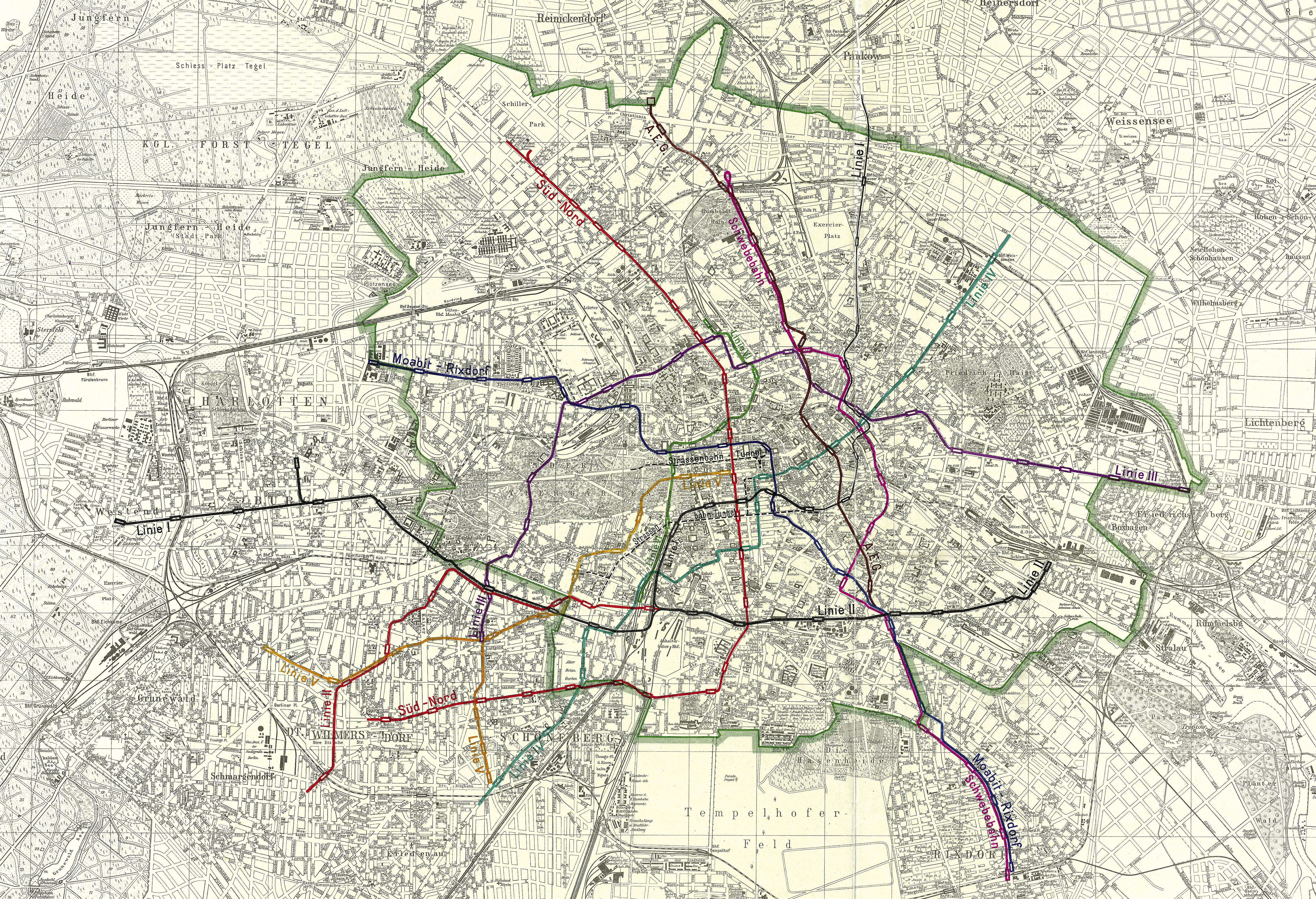
Karte von 1907 mit den beiden konkurrierenden Entwürfen der Schwebebahn-Gesellschaft und der AEG

Nach dem Scheitern des 1902 vorgestellten Schwebebahnprojekts für Berlin legte die AEG 1907 einen konkurrierenden Entwurf für annähernd die gleiche Strecke vor, der im Stadtinneren eine Untergrundbahn und in den Außenbereichen eine Hochbahn vorsah. Nach langwierigen Verhandlungen einigte sich schließlich im März 1912 die Stadt Berlin mit der AEG auf einen Vertrag über Bau und Betrieb der Bahn. Dies geschah letztendlich unter großem Zeitdruck, da die Hoheit für Verkehrsplanung ab April 1912 auf den Verband Groß-Berlin überging und dessen Position zu diesem Projekt ungewiss war.
Die Strecke sollte als Hochbahn in der Schwedenstraße beginnen und dann über die Badstraße weiter zum Humboldthain verlaufen. Ab hier sollte die Strecke als Untergrundbahn durch Brunnenstraße, Rosenthaler Straße, Weinmeisterstraße, Münzstraße, Kaiser-Wilhelm-Straße, Neue Friedrichstraße, Brückenstraße, Neanderstraße, Dresdener Straße, Luisenufer, Reichenberger Straße, Kottbusser Straße und Kottbusser Damm zum Hermannplatz führen. Die AEG beabsichtigte, die neue Strecke im Großprofil zu bauen.

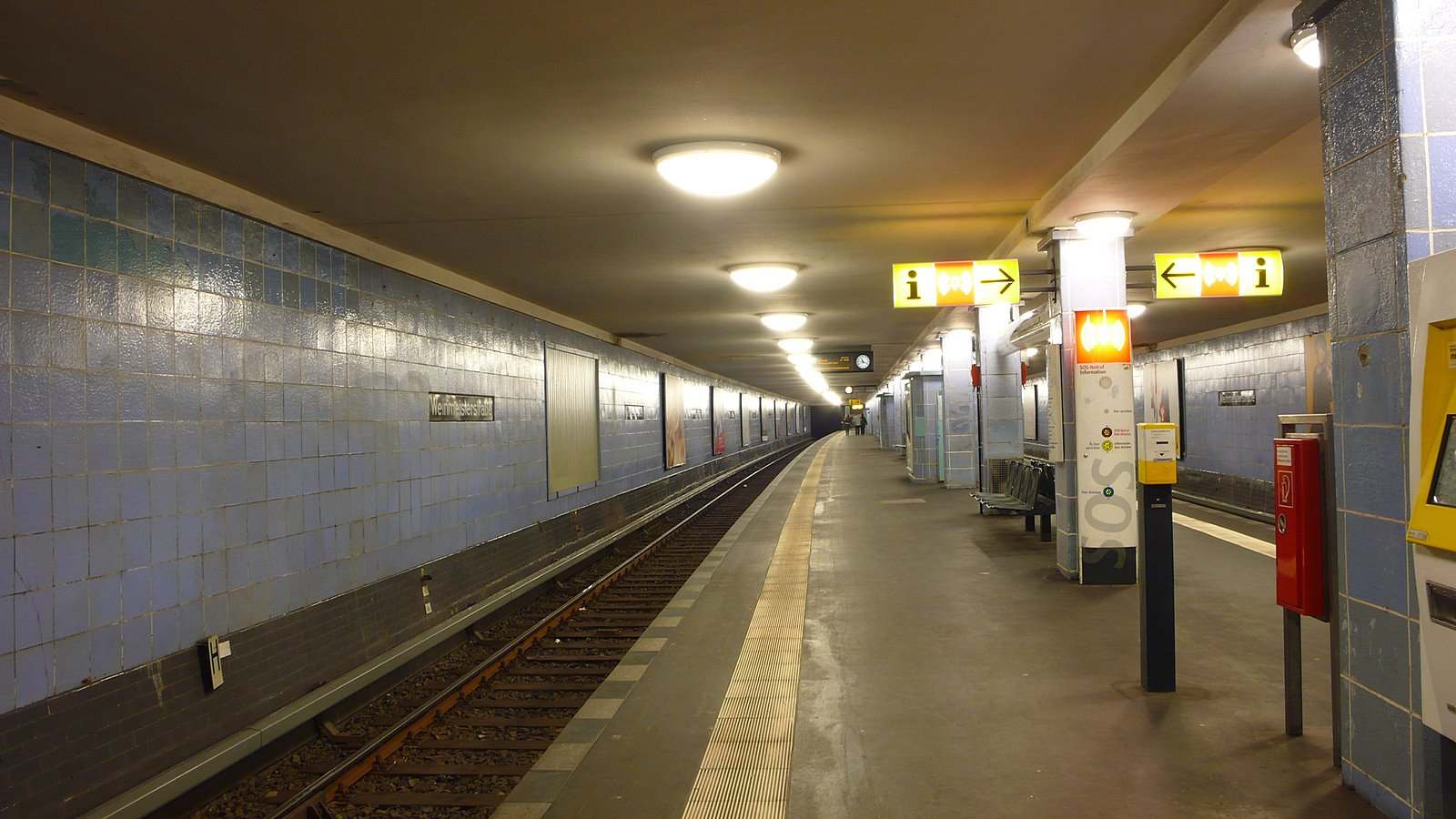
U-Bahnhof Weinmeisterstraße

Der Bau begann 1914. Ähnlich der 1897 gegründeten Hochbahngesellschaft von Siemens & Halske hatte die AEG als Tochterfirma die AEG-Schnellbahn-AG geschaffen. Doch in der kurzen Zeit vor und während des Ersten Weltkriegs wurden nur wenige Tunnelabschnitte fertiggestellt, unter anderem die später „Waisentunnel“ genannte Unterfahrung der Spree zwischen Waisen- und Jannowitzbrücke. Auch die beiden U-Bahnhöfe Bernauer Straße und Voltastraße wurden bereits im Rohbau fertiggestellt. Der AEG-Architekt Peter Behrens wurde mit der Gestaltung der beiden Stationen beauftragt und entwarf runde Säulen aus Granit in der Mittelachse der Bahnsteige.
Schließlich war die wirtschaftliche Lage der AEG so schwierig, dass sie im Oktober 1919 die meisten Bauarbeiten einstellte. Darauf klagte die Stadt Berlin erfolgreich gegen die AEG, woraufhin die AEG-Schnellbahn-AG ab 1923 liquidiert wurde. Die Stadt Berlin erhielt nun alle bereits gebauten Tunnelabschnitte und wollte die Linie in Eigenregie fertigstellen, hatte aber zu dieser Zeit noch an der Nord-Süd-U-Bahn zwischen dem Wedding und Tempelhof/Neukölln zu bauen.
Zu dieser Zeit waren zum Teil abenteuerliche Planungen für einen längerfristigen Weiterbau der Strecke im Gespräch, beispielsweise im Norden eine Anbindung an die Heidekrautbahn und im Süden an die Neukölln-Mittenwalder Eisenbahn, sodass theoretisch eine Nahverkehrslinie von Groß Schönebeck über Berlin nach Mittenwalde entstanden wäre.
Erst 1926 wurden die Bauarbeiten an der GN-Bahn fortgesetzt. Der Wechsel des Bauherrn hatte Vorteile für Berlin, denn man korrigierte einige Abschnitte, zum Beispiel den nördlichen Hochbahnabschnitt, der ganz wegfiel, und den Verlauf am Alexanderplatz.
Zuerst wurde im südlichen Bereich der GN-Bahn gebaut, sodass am 17. Juli 1927 zwischen Boddinstraße und Schönleinstraße der Betrieb aufgenommen wurde. Zwischen diesen Stationen lag auch der bereits erwähnte Bahnhof Hermannplatz, an dem die Fahrgäste zum ersten Mal zwischen zwei verschiedenen Großprofil-Linien umsteigen konnten. Dieser wurde im Zuge der gleichzeitig erbauten und vier Jahre zuvor eröffneten ersten Nord-Süd-U-Bahn erbaut. Auch ein Überführungsgleis zwischen beiden Strecken gehörte dazu.
Dann begannen die Bauarbeiten weiter nördlich. Am U-Bahnhof Kottbusser Tor wurde der bereits bestehende Hochbahnhof verschoben, um eine günstige Umsteigesituation zu schaffen. Der Betrieb der Stammstrecke wurde über Holzviadukte weitergeführt.
Die Planung sah vor, die Strecke weiter über die Dresdener Straße zur Neanderstraße (heute: Heinrich-Heine-Straße) über den Oranienplatz verlaufen zu lassen – allerdings wäre der Streckenabschnitt zum Kottbusser Tor sehr kurz ausgefallen. Zudem hatte der Wertheim-Konzern am Beispiel des Karstadt am Hermannplatz den Vorteil einer U-Bahn-Anbindung erkannt und bezahlte angeblich fünf Millionen Reichsmark für eine Planänderung. Die GN-Bahn sollte nun zum Moritzplatz schwenken und dann eine scharfe Kurve in den Nordabschnitt der Prinzenstraße erhalten. So bekam das Wertheim-Warenhaus am Moritzplatz ebenfalls einen Schnellbahnanschluss. Der im Rohbau bereits fertiggestellte U-Bahnhof Oranienplatz blieb ungenutzt und wurde Anfang 2015 verfüllt, nachdem ein Statikgutachten eine unzureichende Tragfähigkeit für die darüberliegende Straße nicht ausschließen konnte.

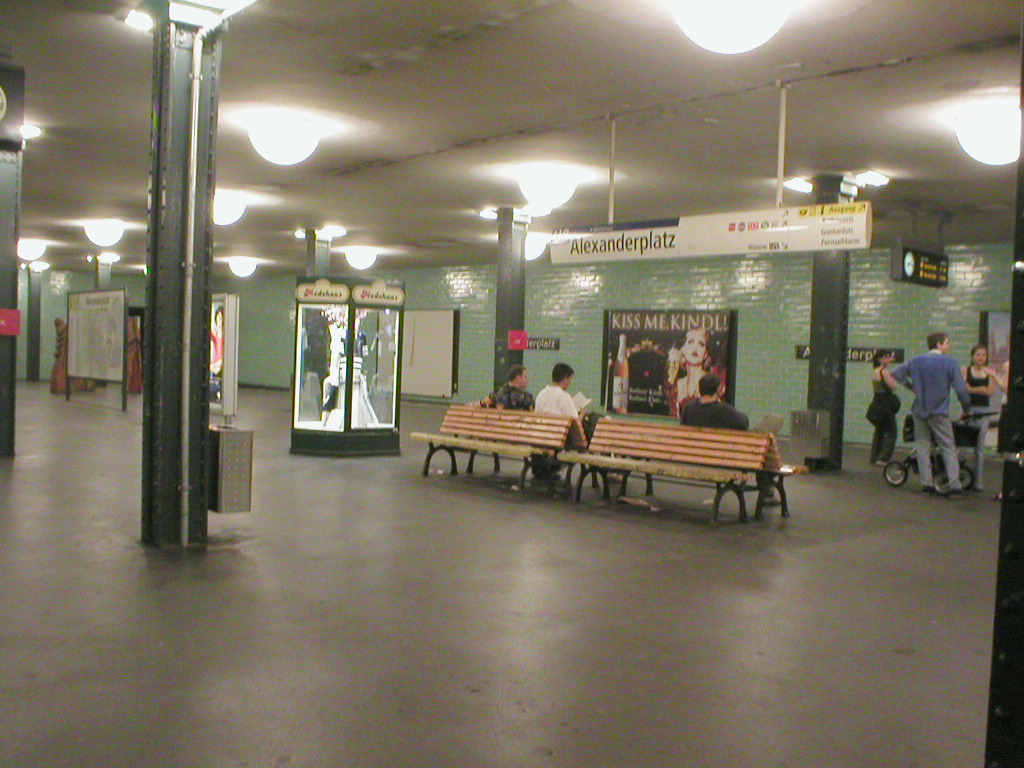
U8-Bahnsteig Alexanderplatz vor der Sanierung 2004

Ab Moritzplatz folgt die Linie der Prinzen- und der Neanderstraße und endete vorläufig am Bahnhof Neanderstraße. Die Strecke Schönleinstraße – Neanderstraße wurde zuerst am 12. Februar bis Kottbusser Tor und dann am 6. April 1928 bis Neanderstraße eröffnet. Ein Jahr später wurde südlich des Bahnhofs Boddinstraße zusätzlich noch ein weiterer Bahnhof erbaut, der Bahnhof Leinestraße (Eröffnung war im August 1929).
Hinter dem Bahnhof Neanderstraße folgte die nun bereits erbaute Spreeunterführung. Da diese aber korrigiert werden musste und die Jannowitzbrücke in einem schlechten Zustand war, wurde eine neue Brücke mit Unterquerung errichtet. Der alte „Waisentunnel“ wurde später für ein Betriebsgleis zwischen der U5 und U8 weitergenutzt.

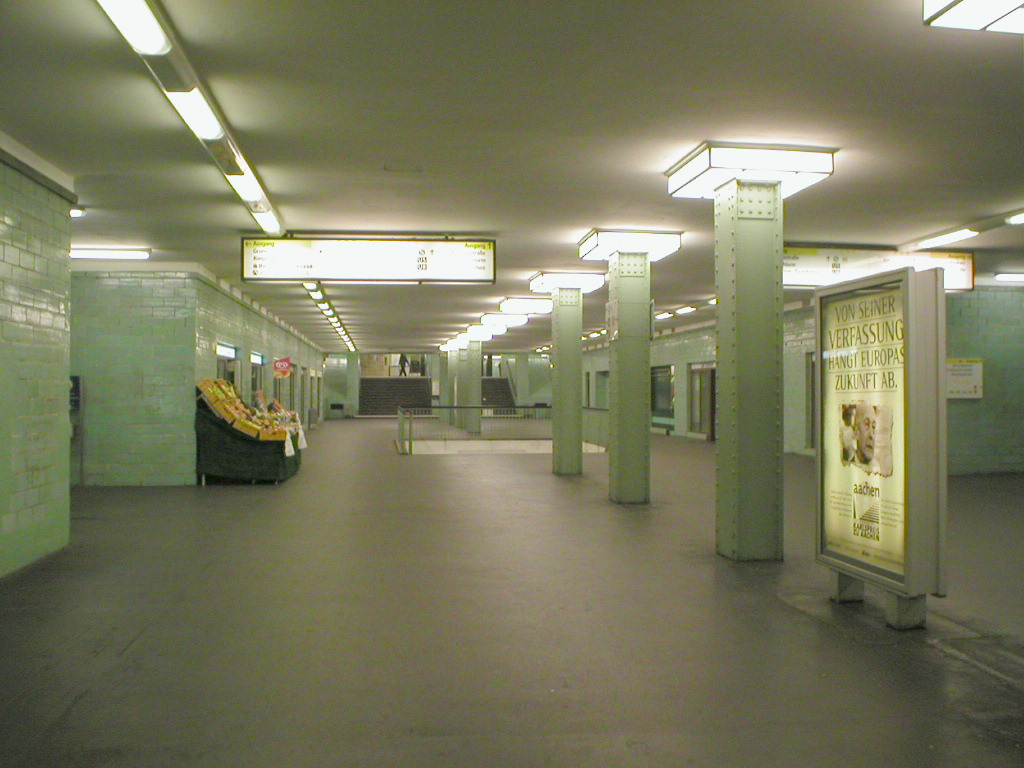
Alexanderplatz, frühe unterirdische Ladenpassage

Am Alexanderplatz zog sich der U-Bahn-Bau lange hin, denn die Situation wurde für eine gänzliche Umgestaltung des Platzes genutzt. Auch wurden einige Korrekturen am Streckenverlauf vorgenommen, und somit die GN-Bahn wesentlich besser in den übrigen öffentlichen Nahverkehr integriert.
Am Alexanderplatz erbaute man einen großen Umsteigebahnhof für U-Bahn, S-Bahn, Straßenbahn und Omnibus. Damals entstand auch die sogenannte „Mutter aller unterirdischen Ladenpassagen“. Heute erscheint sie im Vergleich zum Beispiel zur Hauptwachenpassage in Frankfurt am Main eher klein.

Alexanderplatz, Bahnhofsplan: U-Bahnhöfe in Form eines „H“

Auf einem Stadtplan erkennt man heute ein „H“ am Alexanderplatz. Den östlichen Schenkel des „H“ bildet der schon 1913 eröffnete U-Bahnhof der heutigen U2, den westlichen Schenkel der damals erbaute Bahnhof der GN-Bahn (heute: Linie U8). Das Mittelstück bildet die damals schon in Bau befindliche U-Bahn unter der Frankfurter Allee. Hier wurden zwei Bahnsteige erbaut, an denen die heutige U5 und eine geplante Linie vom Potsdamer Platz nach Weißensee im Richtungsbetrieb halten könnten.
Im weiteren Verlauf gab es keine großen Hindernisse mehr, größtenteils waren schon Tunnel der AEG vorhanden. Am 18. April 1930 wurde der Abschnitt Neanderstraße – Gesundbrunnen eröffnet.
Der Linienbetrieb wurde wie schon bei der anderen Großprofillinie auf die Hochbahngesellschaft übertragen.

### Geisterbahnhöfe zur Zeit der Deutschen Teilung
Mit dem Mauerbau am 13. August 1961 wurden die Ost-Berliner Zugangsstellen dieser Linie auf dem Abschnitt Bernauer Straße – Heinrich-Heine-Straße im damaligen Stadtbezirk Mitte geschlossen. Grenzübergangsstellen richtete man nicht ein. Im Verteilergeschoss des Bahnhofs Alexanderplatz wurden die Zugänge nahezu bis zur Unkenntlichkeit vermauert. Für den auf Ost-Berliner Gebiet weiterhin bestehenden Verkehrsbedarf richtete die BVG-Ost zwischen Arkonaplatz und dem Märkischen Museum die Buslinie 78 ein, die dem Verlauf der Linie U8 auf Ost-Berliner Gebiet korrekt folgte, mit Ausnahme des Bahnhofs Weinmeisterstraße, der vom Bus nicht bedient wurde.
Zwischen den West-Berliner U-Bahnhöfen Voltastraße und Moritzplatz entstand somit ein langer Transitabschnitt mit sechs Ost-Berliner „Geisterbahnhöfen“. Der Verkehrswert der U8 war infolgedessen gering, außerdem war gegebenenfalls immer mit Störungen von Seiten der DDR-Organe zu rechnen.

### Nördliche Verlängerungen nach Osloer Straße, Paracelsus-Bad und Wittenau
Im 200-Kilometer-Plan von 1955 war zunächst nur eine Verlängerung der Linie D bis zum Bahnhof Wilhelmsruh an der S-Bahn-Strecke nach Frohnau und Oranienburg vorgesehen. Im Jahr 1962, nach dem Mauerbau, kristallisierten sich Pläne für ein neues Wohnviertel in West-Berlin heraus, das Märkische Viertel. Ähnlich der Gropiusstadt sollte auch dieses einen U-Bahn-Anschluss bekommen. Die dort in der Nähe vorbeiführende S-Bahn-Strecke nach Frohnau berücksichtigte man nicht mehr, da ihrerzeit die Berliner S-Bahn unter Verwaltung der Deutschen Reichsbahn stand und boykottiert wurde. Nach eingehenden Prüfungen beschloss man die Verlängerung der Linie 8.
Bereits bei der Streckenerweiterung der Linie 9 zur Osloer Straße wurde ein darunterliegender Bahnsteig für die Linie 8 mitgebaut. Nach dem Beginn der Bauarbeiten im Jahr 1973 konnte die 1,4 km lange Erweiterung am 5. Oktober 1977 eröffnet werden.

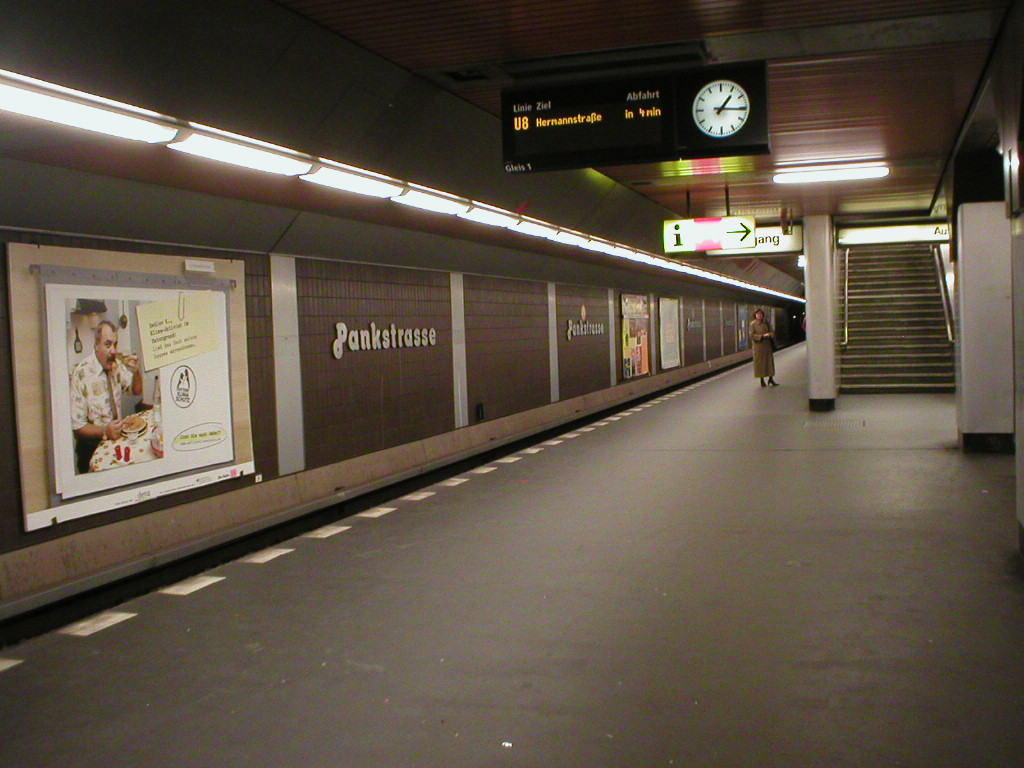
Dem Bahnhof Pankstraße sieht man seine zweite Funktion als Schutzraum kaum an.

Die Strecke verläuft hinter dem Bahnhof Gesundbrunnen weiter unter der Badstraße. An der Kreuzung mit der Pankstraße wurde eine gleichnamige Station errichtet. Dieser U-Bahnhof wurde so gebaut, dass er auch als Schutzraum beispielsweise in Kriegsfällen genutzt werden kann. So besitzt die Station unter anderem Sanitärräume, eine Notküche und eine Frischluftversorgung mit Filtern. Im Notfall können hier genau 3339 Personen Schutz finden. Die Mehrkosten wurden vom Bundesfinanzministerium bezahlt. Die Wände wurden mit braunen Fliesen ausgestaltet, die Stützen mit Aluminiumblechen verkleidet. Bis heute gibt es noch ein Kuriosum am Bahnhof Pankstraße, denn die angebrachten silbernen Lettern bilden das Wort „Pankstrasse“, nicht wie der deutschen Rechtschreibung (Heysesche s-Schreibung) entsprechend „Pankstraße“.
Die Strecke folgt nun weiter der Schwedenstraße und trifft auf den schon vorbereiteten Bahnhof Osloer Straße. Zusätzlich wurde hier auch ein Betriebsgleis mitgebaut, sodass nun auch Züge von der U8 zur U9 überführt werden konnten.
Erst zehn Jahre später, am 27. April 1987, konnte das nächste Streckenstück bis zum Paracelsus-Bad in Betrieb genommen werden (die Bauarbeiten hatten 1980 begonnen). Waren die Verlängerungen bei den anderen Linien wesentlich schneller vorangegangen, dauerten sie hier ungewöhnlich lange.
Hinter dem Bahnhof Osloer Straße folgt die Strecke weiter der Schwedenstraße, die kurz vor der Kreuzung mit der Reginhardstraße ihren Namen in Residenzstraße ändert. In der Nähe des Schäfersees entstand ein U-Bahnhof. Es gab viele Streitigkeiten um dessen Namen, schließlich einigte man sich auf „Franz-Neumann-Platz (Am Schäfersee)“. Dieser Bahnhof ist, genauso wie die folgenden Stationen, mit der unverwechselbaren Handschrift Rainer G. Rümmlers versehen worden. An den Wänden sieht man Bäume, die die Parklandschaft um den Schäfersee symbolisieren sollen.
Um eine bessere Anbindung des Bezirks Reinickendorf zu erreichen, macht die Strecke einen kleinen Umweg. Sie führt nicht unter dem Industriegebiet zum S-Bahnhof Wilhelmsruh entlang, sondern über die Karl-Bonhoeffer-Nervenklinik und das Rathaus Reinickendorf. Die Strecke verläuft weiter unter der Residenzstraße, wo auch eine gleichnamige Station errichtet wurde, macht dann eine lange Kurve unter der Kreuzung Residenzstraße/ Lindauer Allee und endet nach wenigen hundert Metern am U-Bahnhof Paracelsus-Bad.
Der Bahnhof Residenzstraße, der an die Residenz Berlin erinnern sollte, ist mit Plänen des Berliner Stadtschlosses versehen. Die Stützen sind äußerst bunt gestaltet und sollen wohl an die reichen Teppiche in der Residenz erinnern. Der Bahnhof Paracelsus-Bad sollte Assoziationen mit dem in der Nähe gelegenen Schwimmbad wecken. Zusätzlich wurden auch noch Bilder angebracht, eins davon zeigt den Arzt und Philosophen Paracelsus (Theophrastus Bombastus von Hohenheim).
Eigentlich sollte der neue Streckenabschnitt am 30. April 1987 pünktlich zur 750-Jahr-Feier Berlins eröffnet werden. Da an diesem Tag jedoch die Feierlichkeiten mit einem Festakt im ICC begannen, war der damalige Regierende Bürgermeister Eberhard Diepgen unabkömmlich und die Eröffnung wurde deswegen drei Tage vorgezogen.
Nachdem bis 1987 bereits zwei Etappen (Gesundbrunnen – Osloer Straße und Osloer Straße – Paracelsus-Bad) auf dem Weg in Richtung Märkisches Viertel erreicht wurden, stand die dritte Etappe noch aus. Nach der Übernahme des Betriebs der West-Berliner S-Bahn durch die BVG und der Wiedereröffnung der Strecke Richtung Frohnau am 1. Oktober 1984 gab es immer mehr Kritik an der Verlängerung der U8, sollte diese doch nahezu parallel zur S-Bahn verlaufen. Der West-Berliner Senat ließ sich davon jedoch nicht beeindrucken und setzte weiter auf den U-Bahn-Bau. Selbst über eine Mahnung des Bundes, seine Zuschüsse einzustellen, mit der Aufforderung, das zu verbauende Geld in die sanierungsbedürftige S-Bahn zu investieren, setzte man sich hinweg und argumentierte damit, dass ein Stopp des Berliner U-Bahn-Baus der Stadt schweren wirtschaftlichen Schaden bringen würde.
Der erste Rammschlag fand am 27. Februar 1985 statt, damals war der davor liegende Streckenabschnitt der U8 ebenfalls noch im Bau. Als Endbahnhof der dritten Etappe des Weiterbaus war der Bahnhof Wilhelmsruher Damm in der Nähe des S-Bahnhofs Wittenau vorgesehen. Man grenzte sich damit offensichtlich von der S-Bahn ab. Erst kurz vor der Einweihung der Neubaustrecke korrigierte der Senat den Bahnhofstitel. Seitdem heißt die Station „Wittenau (Wilhelmsruher Damm)“, gebräuchlich ist allerdings nur „Wittenau“.
Die Strecke verläuft ab dem Bahnhof Paracelsus-Bad weiter unter der Lindauer Allee. Daran schließt sich die gleichnamige Station an, die als einzige der U8 Seitenbahnsteige hat. Nach einer langen Kurve unterfährt die U8 nun die Kremmener Bahn. Durch die Lage der Station ergibt sich ein relativ langer Umsteigeweg zum dortigen S-Bahnhof. Auch hier gab es einen Namensstreit: Der S-Bahnhof an dortiger Stelle hieß „Wittenau (Kremmener Bahn)“ – nicht zu verwechseln mit „Wittenau (Nordbahn)“. Der U-Bahnhof sollte „Karl-Bonhoeffer-Nervenklinik“ heißen. Dieser lange Name setzte sich nur nach und nach durch. Bei der S-Bahn wird bis heute zwar „Karl-Bonhoeffer-Nervenklinik“ angesagt, aber nur „Karl-Bonhoeffer-Klinik“ angezeigt. Im Anschluss unterfährt die U-Bahn die Klinik. Um den Betrieb nicht zu stören, wurde hier der Schildvortrieb eingesetzt, auch eine Gummimattierung war erforderlich. Diese rief wiederum die Kritiker auf den Plan, die eine offene Bauweise mit Gebäudeabfangung favorisierten. Bei dem Bau dieses Streckenabschnitts tauchten weitere Probleme auf: Der märkische Sand machte die Arbeiten besonders schwierig und auch zahlreiche überdimensionale Findlinge verzögerten die Bauarbeiten.
Hinter der Karl-Bonhoeffer-Nervenklinik schwenkt die Linie U8 auf den Eichborndamm, wo auch die Station Rathaus Reinickendorf errichtet wurde. Nach 1101 m erreicht die U8 ihren Endbahnhof Wittenau. Bis heute ist es zwar vorgesehen, diese Linie ins Märkische Viertel zu verlängern, doch wie auch bei anderen U-Bahn-Bau-Projekten verhindert die extreme Haushaltsnotlage des Landes Berlin einen Weiterbau.
Die Neubaustrecke, die 3,6 km lang ist und vier neue Bahnhöfe hat, wurde am 24. September 1994 eröffnet. Der Streckenbau kostete 600 Millionen Mark (kaufkraftbereinigt in heutiger Währung: rund 524 Millionen Euro). Ebenso wie bei anderen neu gebauten U-Bahn-Strecken dieser Zeit übernahm Rainer G. Rümmler die Gestaltung der Bahnhöfe. Kritiker meinen, dieser Abschnitt würde seinen Höhepunkt darstellen, neigte Rümmler doch etwas zur Übertreibung. Dies stellt sich insbesondere im U-Bahnhof Lindauer Allee dar. Hier verwendete er vor allem das Symbol des Lindauer Wappens, den Lindenbaum. Am U-Bahnhof Wittenau sollen die Farben Grün und Gelb eine gewisse Ruhe ausstrahlen, was er mit dem geplanten Bahnhofsnamen „Wilhelmsruher Damm“ assoziierte.

### Südliche Verbindung von Leinestraße und Hermannstraße

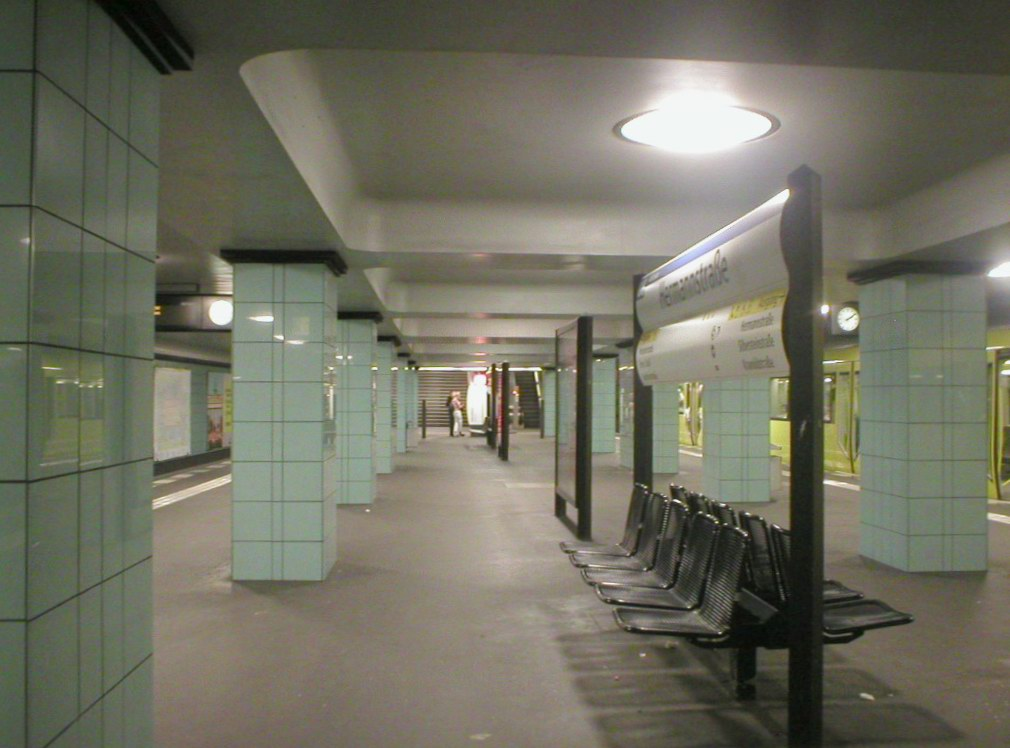
Pläne für den Bau des U-Bahnhofs Hermannstraße gab es seit 1910

Baupläne für eine U-Bahn zum S-Bahnhof Hermannstraße an der Ringbahn gab es bereits seit 1910. Auch als die parallel geführte GN-Bahn (Gesundbrunnen nach Neukölln) zwischen 1927 und 1930 schrittweise eröffnet wurde, gab man die Pläne für eine Verlängerung nicht auf. 1929 begannen erste Arbeiten in Richtung Süden, doch die ausbrechende Weltwirtschaftskrise verhinderte deren weitere Ausführung. Letztlich stellte die Stadt Berlin als Bauherr 1931 die Arbeiten ein. Bis dahin waren der Tunnel vom U-Bahnhof Leinestraße und etwa ein Drittel des zukünftigen Bahnsteigs der Station Hermannstraße fertiggestellt.

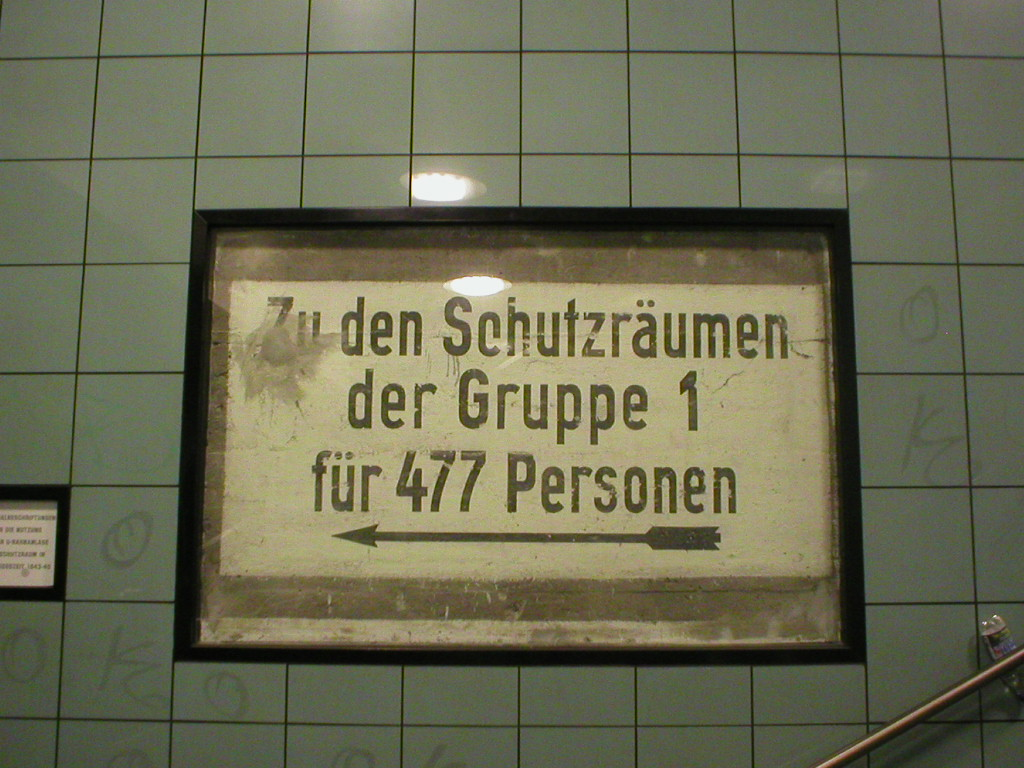
1940 wurde der U-Bahnhof Hermannstraße zum Bunker. Hinweise sind auch heute noch zu finden.

Im Jahr 1940 wurde der noch im Rohbau befindliche Bahnhof in einen Schutzbunker umgerüstet, da dieser aufgrund der Unterquerung der hier im Einschnitt verlaufenden Ringbahn sehr tief lag. Auch heute erinnern noch Relikte an die Zeit.
Nach 1961 wurden die Pläne einer Verlängerung der Linie ab Leinestraße nicht mehr weiter verfolgt, da eine Umsteigeverknüpfung mit der von der Deutschen Reichsbahn betriebenen S-Bahn nicht gewünscht war. Die bereits errichteten Tunnelstutzen benutzte die BVG als Abstellanlage für nicht benötigte Züge.
Nach der deutschen Wiedervereinigung 1990 schien vieles möglich. Der nach dem S-Bahner-Streik von 1980 stillgelegte S-Bahn-Ring sollte durch die Deutsche Reichsbahn wieder eröffnet werden. Dies war für den 17. Dezember 1993 vorgesehen, das hieß, der Senat und die BVG mussten sich sehr beeilen, da die Bauarbeiten des U-Bahnhofs vor der Wiedereröffnung des S-Bahn-Ringes beginnen mussten.
Zu den Bauarbeiten gehörten die Sanierung des Altbautunnels und des schon vorhandenen Bahnsteigteils, sowie der Neubau des restlichen Bahnsteigs und eine 320 m lange Kehranlage südlich davon. Außerdem waren Übergänge zum darüber liegenden S-Bahnsteig zu berücksichtigen.
Schließlich wurde am 13. Juli 1996 der 168. Berliner U-Bahnhof eröffnet. Auch hier war wieder Rainer Gerhard Rümmler, übrigens zum letzten Mal, für die Gestaltung des Bahnhofs zuständig. Er orientierte sich sehr stark an den auf der Strecke davor liegenden Stationen und entwarf einen sehr sachlichen, mit türkisfarbenen Fliesen versehenen Bahnhof. Um die historischen Bunkerhinweise sichtbar zu erhalten, wurden an einigen Stellen die Fliesen durch Glas ersetzt.

### Heutige Situation
Mit Inbetriebnahme dieses Bahnhofs hat die U8 bisher ihren jetzigen Endzustand erreicht. Obwohl eine weitere nördliche Verlängerung ins Märkische Viertel vorgesehen ist, so ist es doch unwahrscheinlich, dass diese in den nächsten Jahrzehnten realisiert wird. Eine Fortführung in Richtung Britz, wie früher vorgesehen, wurde aufgrund des Parallelverkehrs mit der U7 aufgegeben.
Die U8 hält den Ruf als Berlins „dreckigste und gefährlichste“ U-Bahn-Linie, der RBB nannte sie „Berlins Blutbahn“. So liegen die drei U-Bahnhöfe Berlins mit den meisten Straftaten im Jahr 2023, Kottbusser Tor, Alexanderplatz und Hermannplatz, allesamt an der Linie U8. Etwa 35 Prozent aller Straftaten an Berliner U-Bahnhöfen ereigneten sich auf der Strecke der U8.

## Fahrplan
Aufgrund des relativ wenig ausgelasteten Streckenabschnittes Wittenau – Paracelsus-Bad enden von Süden kommende Züge teilweise schon am Bahnhof Paracelsus-Bad, samstags endet dort jeder zweite Zug. Seit 2003 gibt es zusätzlich zum Tagesverkehr einen durchgehenden Nachtverkehr auch auf der U8, der die gesamte Strecke bedient.
| Linie | Mo–Do (HVZ) (6–9:30 Uhr und 13–20 Uhr) | Mo–Do (NVZ) (9:30–13 Uhr und 20–21 Uhr) | Fr (HVZ) (6–9:30 Uhr und 13–20 Uhr) | Fr (NVZ) (9:30–13 Uhr und 20–22:30 Uhr) | Sa (10–22:30 Uhr) | Sonn- und Feiertag (12:30–19 Uhr) | Schwachverkehrszeit (Mo–Fr 4:30–6 Uhr; Mo–Do ab 21 Uhr; Fr+Sa ab 22:30 Uhr und So 19–0:30 Uhr/Sa 5:30–10 Uhr und So 7–12:30 Uhr) | Nacht Fr/Sa und Sa/So sowie in den Nächten vor gesetzlichen Feiertagen (Fr/Sa 0:30–5:30 Uhr und Sa/So 0:30–7 Uhr) |
| --- | -------------------------------------- | --------------------------------------- | ----------------------------------- | --------------------------------------- | ----------------- | --------------------------------- | --- | --- |
| Hermannstraße – Paracelsus-Bad | 5 min                                  | 5 min                                   | 5 min                               | 5 min                                   | 5 min             | 5 min                             | 10 min | 15 min |
| Paracelsus-Bad – Wittenau | 5 min (Schulferien 10 min)             | 10 min                                  | 5 min (Schulferien 10 min)          | 10 min                                  | 10 min            | 10 min                            | 10 min | 15 min |
| In den Nächten Fr/Sa und Sa/So fahren die Züge der U8 im 15-Minuten-Takt zwischen 0:30 und etwa 4:30 Uhr. In den Nächten So/Mo bis Do/Fr übernimmt die Nachtbuslinie N8 die Aufgaben der U8, sie bedient die Strecke Märkisches Viertel, Wilhelmsruher Damm – Hermannstraße. |                                        |                                         |                                     |                                         |                   |                                   | | |

Taktverdichtung
Im Nahverkehrsplan 2019–2023 des Senates von Berlin ist eine Verdichtung des Taktes bis 2023 auf 3,3 Minuten in der Hauptverkehrszeit vorgesehen. Ab 2025 wird mit dem Einbau der automatische Sicherungstechnik CBTC (Communication-Based Train Control) begonnen, um mittels halbautomatischem Zugbetrieb (GoA2) die Zugfolgezeit auf 90 Sekunden zu verkürzen.

## Streckenplanung
| \| \| \| Märkisches Viertel \| \| \| \| \| Eichhorster Weg \| \| \| \| \| Wittenau \| \| \| \| \| \| \| \| \| \| bestehende Strecke Richtung Osloer Straße und Hermannstraße \| \| |  |                                                             |                                                             |
| → Siehe: Senatsverwaltung für Verkehr und Betriebe |  |                                                             |                                                             |
| U-Bahn-Kopfbahnhof Streckenanfang (Strecke außer Betrieb) (im Tunnel) |  | Märkisches Viertel                                          | Märkisches Viertel                                          |
| U-Bahn-Bahnhof (Strecke außer Betrieb) (im Tunnel) |  | Eichhorster Weg                                             | Eichhorster Weg                                             |
| U-Bahn-Bahnhof (im Tunnel) |  | Wittenau                                                    | Wittenau                                                    |
| |  |                                                             |                                                             |
| U-Bahn-Strecke (im Tunnel) |  | bestehende Strecke Richtung Osloer Straße und Hermannstraße | bestehende Strecke Richtung Osloer Straße und Hermannstraße |

Als Streckenverlängerungen der U8 ist im Flächennutzungsplan des Landes Berlin nur noch eine Trasse unter dem Wilhelmsruher Damm für eine Verlängerung zum Märkischen Zentrum im Märkischen Viertel vorgesehen.

2017 kamen seitens des Senats Müller II Überlegungen für eine nördliche Verlängerung der U8 auf. Anfang 2020 wurden Ergebnisse einer Machbarkeitsstudie für drei Varianten dieser Streckenverlängerung veröffentlicht. Eine Verlängerung des Tunnels um rund 830 m bis zum Märkischen Zentrum würde 112 Millionen Euro kosten, allerdings könnte hierbei der Busverkehr nur geringfügig verringert werden, auch wäre eine weitere Verlängerung nicht möglich. Eine größere Erschließungswirkung erreicht eine 1450 m lange U-Bahn-Trasse inklusive Abstellanlage, bei Kosten von 217 Millionen Euro. Der Endbahnhof würde hierbei östlich des Märkischen Zentrums liegen, mit einer Zwischenstation am Eichhorster Weg. Eine Verlängerung in Richtung Rosenthal zum geplanten Haltepunkt der Heidekrautbahn wäre möglich. Die dritte Variante sieht eine Verlängerung bis ins nördliche Märkische Viertel zum Senftenberger Ring vor bei einer Streckenlänge von 2,2 km. Die Kosten beliefen sich hierbei auf 386 Millionen Euro. In diesem Fall wäre eine weitere Verlängerung in Richtung Lübars möglich. Alle Varianten gehen von einem Potential von 25.000 Fahrgästen aus.
Im April 2024 erhielt die BVG von der Verkehrssenatorin Manja Schreiner (CDU) eine Finanzierungszusage für weitere Planungen, mit denen, unter anderem durch eine Kosten-Nutzen-Analyse, der konkrete Streckenverlauf ermittelt werden soll. Des Weiteren wurden im August 2024 die Generalplanungsleistungen ausgeschrieben, so dass ab Januar 2025 die Grundlagenermittlung erfolgt kann.[veraltet]

## Eröffnungsdaten
- 17. Juli 1927: Schönleinstraße – Boddinstraße
- 12. Februar 1928: Schönleinstraße – Kottbusser Tor
- 06. April 1928: Kottbusser Tor – Heinrich-Heine-Straße
- 04. August 1929: Boddinstraße – Leinestraße
- 18. April 1930: Heinrich-Heine-Straße – Gesundbrunnen
- 02. Oktober 1977: Gesundbrunnen – Osloer Straße
- 27. April 1987: Osloer Straße – Paracelsus-Bad
- 24. September 1994: Paracelsus-Bad – Wittenau (Wilhelmsruher Damm)
- 13. Juli 1996: Leinestraße – Hermannstraße

## Künstlerische Rezeption
Die Berliner Hip-Hop-Formation K.I.Z widmete 2024 der Linie ein Album mit dem Namen Und der Anschlag auf die U8.